# Rock and roll woman (BJH)
Rock and roll woman is een lied geschreven door Les Holroyd voor zijn beoogde, maar nooit verschenen soloalbum ten opzichte van werk voor Barclay James Harvest (BJH).
Het nummer onder de werktitel Top Pop stamt uit de tijd van het BJH-album Baby James Harvest, dat een moeizame start had. Het platenlabel Harvest Records bleef zeuren om een succesvolle single, terwijl de band zichzelf juist een “albumgroep” vond. Begin 1972 werd in die sfeer Rock and roll woman opgenomen in de Abbey Road Studios. Holroyd was in die tijd ook bezig met een album voor zichzelf, dat er echter nooit zou komen. De band ging er mee aan de slag en het werd uiteindelijk onder de bandnaam uitgegeven, maar niet op genoemd album (wel op heruitgaven op cd). Holroyd had er in eerste instantie een goed gevoel bij dat het wel eens een hit zou (kunnen) worden. Na het eindresultaat gehoord te hebben, had hij al zijn bedenkingen; het klonk te gewoontjes.
Het lied werd in april/mei 1973 samen met The joker van John Lees en Holroyd op single (HAR 5068) uitgebracht. Een hit werd het (weer) niet. Wel kwam met de uitgifte van Rock and roll woman een eind aan de samenwerking met Harvest Records. De band ging daarna in zee met Polydor.